# Descobrir Catalunya
Descobrir Catalunya es una revista de turismo y viajes en lengua catalana, de periodicidad mensual y que pertenece al Grupo Cultura 03. Fundada en 1997, es una revista de referencia para el turismo interior de Cataluña. Se distribuye en Cataluña, la Comunidad Valenciana[cita requerida] y las Islas Baleares y es editada por Sàpiens Publicaciones.
Descobrir Catalunya se caracteriza por la fotografía de calidad y ofrece reportajes sobre toda la geografía catalana. Sus artículos tratan una amplia variedad temática que incluye, entre otros, la descripción de paisajes, rutas, fiestas, pueblos, tradiciones, patrimonio, gente, gastronomía y naturaleza.
Según la Oficina de Justificación de la Difusión (OJD), en el periodo 2010-2011 Descobrir Catalunya tuvo una distribución media de 20.914 ejemplares y una media de ventas de 14.737 ejemplares. El Barómetro de la Comunicación y la Cultura, impulsado por la fundación FUNDACC, dio a Descobrir Catalunya 72.000 lectores mensuales.

## Historia
La revista Descobrir Catalunya salió a la calle en marzo de 1997. Se trataba de un nuevo concepto de publicación dirigido a un lector que valoraba el turismo de proximidad, el descubrimiento del propio país y el placer de viajar. 
El primer número del Descobrir Catalunya, publicado en marzo de 1997, estuvo dedicado en la comarca del Bergadá. Varios reportajes acercan el lector a este "país de montañas", desde Queralt hasta Puigllançada y de Catllaràs al Cadí.
Con los años, Descobrir Catalunya ha recorrido toda la trama geográfica catalana a través de una mirada nueva y actual centrándose los valores culturales (paisajísticos, arquitectónicos, festivos, gastronómicos, etc) que la caracterizan. Hoy en día es la revista líder del ámbito de la geografía y de los viajes en Cataluña y una de las principales publicaciones de divulgación en lengua catalana. 
El diciembre de 2010 celebró la publicación de su número 150, con la presentación de la exposición "El país de las emociones" en el Palau Robert de Barcelona. La exposición reunió más de 200 fotografías y artículos de escritores, en un viaje visual y periodístico que sumergió los visitantes en un territorio de paisajes lleno de contrastes.
En verano del 2012 publicaron el único monográfico de la revista, la "Guía de vacaciones 2012. Las mejores propuestas para disfrutar de un verano inolvidable", coincidiendo con el número 170 de la publicación.

## Directores
- Eduard Voltas (1996-2000)[11]
- Lara Toro (2000-2002)
- Raimon Portillo
- Joan Morales (desde el 2006 hasta la actualidad)[12]